# Куараи (река)
Куараи или Куарейм (порт. Rio Quaraí), исп. Río Cuareim) — река в Южной Америке, левый приток реки Уругвай. В Уругвае носит название Куарейм.

## География
Река Куараи берёт начало в южной части бразильского штата Риу-Гранди-ду-Сул на возвышенности Кучилья-Негра северо-западнее города Сантана-ду-Ливраменту. Река образует часть границы между штатом Риу-Гранди-ду-Сул (Бразилия) и департаментом Артигас (Уругвай). Течёт первоначально на северо-запад, затем поворачивает на запад, потом на юг, образуя выступ в сторону Бразилии, затем снова течёт на запад до слияния с рекой Уругвай близ города Белья-Уньон.
Длина реки составляет 351 км, а её бассейн занимает площадь 14865 км², из которых 8258 (55,6 %) находятся на уругвайской территории, а остальные 6607 км² (44,4 %) — на бразильской территории. На её берегах находятся в городах Куараи и Артигас. Отдельные участки государственной границы на реке Куараи являются предметом давнишнего территориального спора между Уругваем и Бразилией.